# 쇼와구
쇼와구(일본어: 昭和区)는 일본 아이치현 나고야시를 구성하는 16개 구 중 하나이다.
나고야시 중심부와 가까워 대학 시설이나 나고야 시립 쓰루마이 중앙 도서관 등 문화 시설이 많다. 나고야 공업대학, 난잔 대학, 주쿄 대학 등 많은 대학이 위치해 도카이 지방 굴지의 문교지구가 되고 있다. 인구는 1965년 이후 계속 서서히 줄어 들고 있었지만 최근에는 맨션 건설 등 재개발이 진행되어 조금씩 증가세로 돌아서고 있다.

## 인접한 자치체
미즈호구, 아쓰타구, 나카구, 지쿠사구, 덴파쿠구

## 역사
이전에는 오와리번에 속했다.
- 1889년 - 고키쇼촌이 성립하였다.
- 1906년 - 덴파쿠촌이 성립하였다.
- 1921년 8월 22일 - 고키쇼촌이 나고야시 나카구에 편입되었다.
- 1928년 3월 15일 - 덴파쿠촌의 옛 야토미촌에 해당하는 지역이 나고야시 미나미구에 편입되었다.
- 1937년 10월 1일 - 나카구의 옛 고키쇼촌에 해당되는 지역이 미나미구의 옛 야토미촌, 옛 미즈호촌, 옛 야고토촌의 일부에 해당하는 지역과 함께 쇼와구가 신설되었다.
- 1944년 2월 11일 - 옛 야토미촌과 옛 미즈호촌의 지역이 아쓰타구의 일부와 함께 미즈호구로서 분리되었다.
- 1955년 4월 5일 - 덴파쿠촌을 병합하였다.
- 1975년 2월 1일 - 옛 덴파쿠촌의 지역을 덴파쿠구로 분리하여 현재의 영역이 되었다.

## 교육
- 나고야 공업대학
- 난잔 대학
- 주쿄 대학

## 교통

### 철도
- 나고야시 교통국(나고야 시영 지하철)
  - 쓰루마이선
  - 사쿠라도리선
  - 메이조선

- 도카이 여객철도
  - 주오 본선

### 도로
- 나고야 고속도로
- 국도 153호선